# TheFatRat
Christian Friedrich Johannes Büttner (sinh ngày 1 tháng 6 năm 1979), được biết đến với nghệ danh là TheFatRat, là một DJ, nhà sản xuất thu âm và nhạc sĩ người Đức. Thể loại của anh thường được mô tả là "glitch-hop". Anh được biết đến nhiều nhất với các bài hát như Unity, Monody, The Calling, Fly Away và đĩa mở rộng năm 2016 Jackpot, đạt thứ 23 trên bảng xếp hạng Billboard Dance/Electronic Albums. Anh đạt vị trí thứ 15 trên bảng xếp hạng Billboard's Next Big Sound vào tháng 2 năm 2015.

## Sự nghiệp âm nhạc
Büttner bắt đầu sản xuất âm nhạc vào năm 2001 dưới tên thật của mình. Anh bắt đầu bằng cách làm nhạc nền cho truyền hình, đài phát thanh, quảng cáo và sản xuất nhạc cho DJ.
Năm 2010, Büttner sản xuất bài hát Mignon Mignon cho René la Taupe, bài hát đã trở thành đĩa đơn quán quân ở Pháp. Vào khoảng thời gian đó, anh cũng sản xuất bài hát "Audubon Ballroom" trong album Food & Liquor II: The Great American Rap Album Pt. 1 của Lupe Fiasco, đứng ở vị trí thứ 5 trên Billboard 200.
Vào tháng 7 năm 2011, anh bắt đầu hoạt động âm nhạc solo dưới biệt danh TheFatRat, một biệt danh được đặt cho anh khi còn nhỏ. Sự nghiệp của anh bắt đầu với việc phát hành EP đầu tiên của mình, Do Be Do Be Do.
Đến năm 2016, nhạc của Büttner đã được sử dụng trong hơn 1,5 triệu video trên YouTube. Đĩa đơn "Unity" của anh nằm trong album Sounds of Syndication Vol. 1 được quản lý bởi Tom Cassell, một trong những streamer được đăng ký nhiều nhất trên Twitch.
Vào tháng 11 năm 2016, Büttner đã phát hành EP thứ hai của mình, Jackpot trên hãng đĩa Universal Music. EP đạt vị trí thứ 23 trên bảng xếp hạng Billboard Dance/Electronic Albums. Vào tháng 12 năm 2016, Büttner bắt đầu thành lập hãng thu âm, The Arcadium, hợp tác với Universal Music.
Vào tháng 6 năm 2017, anh phát hành đĩa đơn "Fly Away" với sự góp giọng của ca sĩ Anjulie. Vào tháng 7, anh đã biểu diễn tại Lễ hội Electric Forest. Vào tháng 10 năm 2017, anh phát hành đĩa đơn "Oblivion" với sự góp mặt của ca sĩ Lola Blanc.
Vào tháng 3 năm 2018, anh phát hành đĩa đơn "MAYDAY". Vào tháng 7 năm 2018, anh đã phát hành "Warrior Songs", một gói âm nhạc cho trò chơi điện tử Dota 2, đã được cung cấp trong trò chơi kể từ ngày 13 tháng 9 năm 2018, theo Matthew "Cyborgmatt" Bailey, giám đốc hoạt động của Team Secret.
Vào tháng 12 năm 2018, anh đã đăng một video về cách hệ thống Content ID của YouTube bị "hỏng", khi một người dùng ẩn danh có tên là Ramjets đã giành hết tất cả thu nhập cho bài hát "The Calling" của anh và YouTube đã từ chối giải quyết tranh chấp. Xác nhận quyền sở hữu đã bị YouTube xóa sau đó.
Vào tháng 2 năm 2020, Redbull.com đã thực hiện một bộ phim tài liệu dài 10 phút về Büttner và sự nghiệp của anh với tựa đề, TheFatRat: Mọi Thứ Bạn Từng Muốn Biết Về Anh Ấy. Họ đã phát hành điều này trong bài báo của họ, "TheFatRat: Gặp gỡ DJ EDM đã nâng âm nhạc trò chơi điện tử lên thành nghệ thuật cao."
Vào ngày 7 tháng 2 năm 2020, Büttner đã phát hành một video âm nhạc viễn tưởng trên YouTube với sự tham gia của chính anh và Maisy Kay cho bài hát của Büttner, "The Storm", mà anh đã biểu diễn cùng Kay. Video âm nhạc được quay ở Iceland, với hang Surtshellir vào ngày đầu tiên, núi Hekla vào ngày thứ hai và Hjörleifshöfði vào ngày thứ ba và cuối cùng. Đi kèm với video âm nhạc là một trò chơi dành cho thiết bị di động có tên The Storm - Interactive, nơi người ta có thể chơi qua câu chuyện của video.

## Danh sách đĩa nhạc

### Album
| Năm  | Tiêu đề                   | Thông tin |
| ---- | ------------------------- | --- |
| 2018 | Warrior Songs (Từ Dota 2) | - Phát hành: 20 tháng 7 năm 2018 và 13 tháng 9 năm 2018 (Trong game) - Hãng đĩa: The Arcadium - Định dạng: Tải Kỹ thuật số |
| 2021 | Parallax                  | - Phát hành: 10 tháng 9 năm 2021 - Hãng đĩa: The Arcadium - Định dạng: Tải Kỹ thuật số                                     |

### Đĩa mở rộng
| Năm  | Tiêu đề          | Thông tin                                                                                  | Thứ hạng |
| Năm  | Tiêu đề          | Thông tin                                                                                  | US Dance |
| ---- | ---------------- | ------------------------------------------------------------------------------------------ | -------- |
| 2011 | Do Be Do Be Do   | - Phát hành: 28 tháng 7 năm 2011 - Hãng đĩa: tự phát hành - Định dạng: Tải kỹ thuật số     | –        |
| 2016 | Jackpot          | - Phát hành: 18 tháng 11 năm 2016 - Hãng đĩa: Universal Music - Định dạng: Tải kỹ thuật số | 23       |
| 2020 | Classics Remixed | - Phát hành: 12 tháng 6 năm 2020 - Hãng đĩa: The Arcadium - Định dạng: Tải Kỹ thuật số     | TBA      |

### Đĩa đơn
| 2011                                                                              | Some Body                     | —                | Do Be Do Be Do EP         | Tự phát hành            |
| 2011                                                                              | Less Than Three               | —                | Do Be Do Be Do EP         | Tự phát hành            |
| 2011                                                                              | Do Be Do Be Do                | —                | Do Be Do Be Do EP         | Tự phát hành            |
| 2013                                                                              | Splinter                      | —                | Đĩa đơn, không phải album | Spinnin' Records        |
| 2013                                                                              | Splinter                      | —                | Đĩa đơn, không phải album | The Arcadium            |
| 2013                                                                              | Dancing Naked                 | —                | Đĩa đơn, không phải album | The Arcadium            |
| 2013                                                                              | Dancing Naked                 | —                | Đĩa đơn, không phải album | Melofaktur UG           |
| 2014                                                                              | Infinite Power!               | —                | Rocket League OST         | Melofaktur UG           |
| 2014                                                                              | Windfall                      | —                | Đĩa đơn, không phải album | The Arcadium            |
| 2014                                                                              | Windfall                      | —                | Đĩa đơn, không phải album | Tasty                   |
| 2014                                                                              | Xenogenesis                   | —                | Đĩa đơn, không phải album | The Arcadium            |
| 2014                                                                              | Xenogenesis                   | —                | Đĩa đơn, không phải album | Tasty                   |
| 2014                                                                              | Xenogenesis                   | —                | Đĩa đơn, không phải album | Trap Nation             |
| 2015                                                                              | Never Be Alone                | —                | Đĩa đơn, không phải album | The Arcadium            |
| 2015                                                                              | Never Be Alone                | —                | Đĩa đơn, không phải album | Tasty                   |
| 2015                                                                              | Unity                         | —                | Đĩa đơn, không phải album | The Arcadium            |
| 2015                                                                              | Unity                         | —                | Đĩa đơn, không phải album | Melofaktur UG           |
| 2015                                                                              | Time Lapse                    | —                | Đĩa đơn, không phải album | The Arcadium            |
| 2015                                                                              | Time Lapse                    | —                | Đĩa đơn, không phải album | Melofaktur UG           |
| 2015                                                                              | Telescope                     | —                | Đĩa đơn, không phải album | Seeking Blue            |
| 2015                                                                              | Monody                        | Laura Brehm      | Đĩa đơn, không phải album | The Arcadium            |
| 2015                                                                              | Monody                        | Laura Brehm      | Đĩa đơn, không phải album | MrSuicideSheep          |
| 2015                                                                              | Monody                        | Laura Brehm      | Đĩa đơn, không phải album | Melofaktur UG           |
| 2016                                                                              | The Calling                   | Laura Brehm      | Đĩa đơn, không phải album | The Arcadium            |
| 2016                                                                              | The Calling                   | Laura Brehm      | Đĩa đơn, không phải album | Melofaktur UG           |
| 2016                                                                              | No No No                      | —                | Đĩa đơn, không phải album | The Arcadium            |
| 2016                                                                              | No No No                      | —                | Đĩa đơn, không phải album | Melofaktur UG           |
| 2016                                                                              | Youtubers Life Rap            | Kronno Zomber    | Đĩa đơn, không phải album | The Arcadium            |
| 2016                                                                              | Youtubers Life Rap            | Kronno Zomber    | Đĩa đơn, không phải album | Melofaktur UG           |
| 2016                                                                              | Jackpot                       | —                | Jackpot EP                | Universal Music Group   |
| 2016                                                                              | Epic                          | —                | Jackpot EP                | Universal Music Group   |
| 2016                                                                              | Prelude                       | —                | Jackpot EP                | Universal Music Group   |
| 2016                                                                              | Elegy                         | —                | Jackpot EP                | Universal Music Group   |
| 2017                                                                              | Fly Away                      | Anjulie          | Đĩa đơn, không phải album | Universal Music Group   |
| 2017                                                                              | Oblivion                      | Lola Blanc       | Đĩa đơn, không phải album | Universal Music Group   |
| 2018                                                                              | Mayday                        | Laura Brehm      | Đĩa đơn, không phải album | Universal Music Group   |
| 2019                                                                              | Chosen                        | Anna Yvette      | Đĩa đơn, không phải album | Universal Music Group   |
| 2019                                                                              | Chosen                        | Laura Brehm      | Đĩa đơn, không phải album | Universal Music Group   |
| 2019                                                                              | Solitude                      | Slaydit          | Đĩa đơn, không phải album | Universal Music Group   |
| 2019                                                                              | Sunlight                      | Phaera           | Đĩa đơn, không phải album | The Arcadium            |
| 2019                                                                              | Stronger                      | Slaydit          | Đĩa đơn, không phải album | Monstercat              |
| 2019                                                                              | Stronger                      | Anjulie          | Đĩa đơn, không phải album | Monstercat              |
| 2019                                                                              | Close To The Sun              | Anjulie          | Đĩa đơn, không phải album | The Arcadium            |
| 2019                                                                              | Close To The Sun              | Anjulie          | Đĩa đơn, không phải album | recordJet               |
| 2019                                                                              | Rise Up                       | —                | Đĩa đơn, không phải album | Enter Records           |
| 2019                                                                              | Rise Up                       | —                | Đĩa đơn, không phải album | Virgin Records          |
| 2020                                                                              | The Storm                     | —                | Đĩa đơn, không phải album | The Arcadium            |
| 2020                                                                              | Electrified                   | —                | Đĩa đơn, không phải album | The Arcadium            |
| 2020                                                                              | We'll Meet Again              | Laura Brehm      | Đĩa đơn, không phải album | The Arcadium            |
| 2020                                                                              | We'll Meet Again              | Laura Brehm      | Đĩa đơn, không phải album | recordJet               |
| 2020                                                                              | Rule The World                | AleXa            | Đĩa đơn, không phải album | The Arcadium            |
| 2020                                                                              | Rule The World                | AleXa            | Đĩa đơn, không phải album | Kobalt Music Publishing |
| 2021                                                                              | Hiding In The Blue            | RIELL            | PARALLAX                  | The Arcadium            |
| 2021                                                                              | Arcadia                       | —                | PARALLAX                  | The Arcadium            |
| 2021                                                                              | Pride & Fear                  | RIELL            | PARALLAX                  | The Arcadium            |
| 2021                                                                              | Upwind                        | —                | PARALLAX                  | The Arcadium            |
| 2021                                                                              | Our Song                      | Cecilia Gault    | PARALLAX                  | The Arcadium            |
| 2021                                                                              | Violet Sky                    | Cecilia Gault    | PARALLAX                  | The Arcadium            |
| 2021                                                                              | Warbringer                    | Everen Maxwell   | PARALLAX                  | The Arcadium            |
| 2021                                                                              | Warbringer                    | Lindsey Stirling | PARALLAX                  | recordJet               |
| 2021                                                                              | Fire                          | —                | PARALLAX                  | The Arcadium            |
| 2021                                                                              | Love It When You Hurt Me      | Anjulie          | PARALLAX                  | The Arcadium            |
| 2021                                                                              | Let Love Win                  | Anjulie          | PARALLAX                  | The Arcadium            |
| 2022                                                                              | Ghost Light                   | EVERGLOW         | Đĩa đơn, không phải album | The Arcadium            |
| 2022                                                                              | Ghost Light                   | EVERGLOW         | Đĩa đơn, không phải album | Pharisade               |
| 2022                                                                              | Back One Day (Outro Song)     | —                | Đĩa đơn, không phải album | The Arcadium            |
| 2022                                                                              | Back One Day (Outro Song)     | —                | Đĩa đơn, không phải album | Pharisade               |
| 2023                                                                              | Monkeys                       | —                | Đĩa đơn, không phải album | The Arcadium            |
| 2023                                                                              | Out Of The Rain [Chapter One] | Shiah Maisel     | Đĩa đơn, không phải album | Pharisade               |
| "-" biểu thị bài nhạc do chính TheFatRat làm, không hợp tác với các nghệ sĩ khác. |                               |                  |                           |                         |

### Bài hát phối lại
| Năm  | Nghệ sĩ           | Tiêu đề                                    |
| ---- | ----------------- | ------------------------------------------ |
| 2012 | Flo Rida          | Good Feeling                               |
| 2012 | Avicii            | Levels                                     |
| 2012 | The Knocks        | Brightside                                 |
| 2012 | Gotye             | Somebody That I Used to Know               |
| 2012 | Foster the People | Don't Stop (Color on the Walls)            |
| 2012 | Martin Solveig    | The Night Out                              |
| 2012 | Static Revenger   | Turn The World On                          |
| 2012 | Pacific Air       | Stop Talking                               |
| 2012 | Chris Brown       | Don't Wake Me Up                           |
| 2013 | The Knocks        | The Feeling                                |
| 2013 | Diplo             | Set It Off                                 |
| 2013 | Grey              | The Tide                                   |
| 2013 | Atlas Genius      | So Electric: When It Was Now (The Remixes) |
| 2013 | Strange Talk      | Picking Up All The Pieces                  |
| 2013 | Icona Pop         | All Night                                  |
| 2015 | Sound Remedy      | We Are The Dream                           |
| 2018 | MarieMarie        | Salt Is My Sugar                           |